# 홍범도
홍범도(洪範圖, 러시아어: Хон Бом До, 1868년 음력 8월 27일~1943년 10월 25일)는 조선 말기의 의병장이며, 일제강점기의 독립운동가이자 군인이다. 사냥꾼으로 활동하여 사격술에 능하였으며, 1910년 경술국치 이후에는 만주에서 독립군을 이끌었다.

## 생애
홍범도는 1868년 평안남도 평양부 서문(보통문) 내 문열사 부근에서 빈농이었던 홍윤식의 아들로 태어났다.
증조부 홍이팔은 홍경래의 가까운 친척으로 홍경래의 난에 가담해서 처형되었다. 할아버지 홍동철이 멸족되다시피 했으나 난리통에 식솔을 이끌고 평양에 은신해 살았다.
홍범도가 태어나자마자 어머니가 일주일만에 사망했다. 아버지는 머슴살이를 하며 젖동냥을 얻어 먹이며 어린 아들을 길렀지만 홍범도가 9살이 되던 해 아버지마저도 사망하여 고아가 되었다.
홍범도는 숙부의 집에서 농사일을 거들며 살다 부잣집 머슴살이하며 불우한 어린시절을 보냈다. 1883년 15살이 되던해 머슴살이를 청산하고자 17살로 나이를 속이고 평양 감영 소속 부대의 나팔수가 되었다. 1886년, 부대 내 차별과 폭행이 심한 분위기에 처한 상황이었고, 날로 심해가는 군교들의 부정부패와 사병들에 대한 학대를 보다 못해 그 가운데 한 사람을 구타하고 병영을 탈출하고 말았다. 이후 도주한 뒤, 군대 동료의 말을 떠올려 황해도 수안의 제지공장에 취직했다. 하지만 3년 동안이나 제대로 임금을 받지 못하자 결국 공장 주인과 크게 다투고 제지공장을 떠났다. 이후 1890년 금강산 신계사(神溪寺)에서 승려 지담(止潭)의 상좌승으로 절의 온갖 허드렛일을 하며 수도생활을 하였다. 이 때 이순신의 후손이기도 한 지담 스님에게서 이순신 장군을 비롯한 서산대사와 사명대사 등의 활약상을 듣게 되었다.
신계사 생활 1년이 지난 어느 무렵 근처 암자에서 지내는 젊은 비구니를 알게 됐다. 승려의 신분이었으나근처 절에 있는 비구니이었던 단양 이씨(이옥구 또는 이옥녀)와 둘은 급속도로 가까워졌다. 이후 함께 환속하여 처가가 있던 함경북도 북청에 향했다. 도중에 건달패들에 의해 두 사람은 헤어지고 말았다. 만삭의 몸이었던 그녀는 간신히 풀려나 천신만고 끝에 고향 북청에 갈 수 있었고, 홍범도는 그녀가 죽은 줄 알고 떠돌이 생활을 하다 강원도 회양 먹패장골에 남의 땅을 빌어 농사를 지으며 포수라도하면서 살아야겠다는 생각에 밑천을 다 털어 총을 구매해 사냥꾼 생활을 했다.
1895년 11월 을미의병이 일어나던 시기에 강원도 회양군에서 포수였던 김수협과 의병을 일으켰다. 철령에서 일본군 12명을 사살하는 전과를 올렸다. 그리고 소총과 탄약 등 전리품을 노획하여 함경도 안변의 학포(鶴浦)로 이동한 뒤, 여기에서 14명의 의병 부대를 조직한 후, 의병대장 유인석을 만나 합류하였다. 일본군과 세 차례의 전투를 치르기도 하였다. 동지였던 김수협이 전사하고 나머지 의병들 또한 전사하거나 도주하여 의병들의 기세가 사그러지자 유인석과 훗날을 기약하며 의병을 해체하고 황해도 연풍에서 금광 노동자로 은신했지만 일본군의 감시가 끊이지 않아 함경도로 향했다. 가는 도중에 박말령에서 일본군 3명을 때려눕히고 총 3자루를 빼았고, 황해도 지경산을 거쳐 도착한 함경도 덕원에서 덕원읍에 탐관오리였던 좌수 전성준을 공격하여 금품을 빼았아 나눠주고 1897년 함경남도 북청에 갔다.
그곳에서 죽은 줄 알았던 아내를 만났다. 헤어진지 5년만에 재회였다. 1907년 후반까지 북청군 안산사 노은리에 거주하며 사냥과 화전농에 종사하였다. 특히 이 때 선생은 안산사 일대 포수들의 동업조직인 포연대(捕捐隊)의 대장으로서 포수들의 권익을 보호하기 위해 노력하였다.
1907년 9월 3일 일제가 ‘총포 및 화약류 단속법’을 공포하고 포수들의 총을 회수하려 하자, 11월 차도선(車道善) 등과 산포수 70명으로 산포대(山砲隊)를 조직한 뒤 포수들의 총을 압수하여 북청으로 반출하는 일본군을 북청의 후치령(厚峙嶺)에서 습격하여 적군 2명과 일본인 순사 1명을 사살하였다. 그리고 같은 달 25일에도 이곳에서 미야베(宮部) 대위가 지휘하는 일본인 군경 70여 명과 3시간 동안 격전을 벌여 적군 30여 명을 살상하는 전과를 올렸다. 갑산(甲山) · 삼수(三水) · 혜산(惠山) · 풍산(豊山) 등지에서 유격전으로 일본 수비대를 격파하였다.
홍범도는 500여명이 넘는 의병들을 포진해 있었다. 의병을 해산하라는 순종의 칙령에도 불구하고 일본군을 계속 공격해오자 홍범도의 아내인 단양 이씨와 그의 아들 양순을 인질로 삼고 홍범도에게 백작 벼슬을 준다는 식으로 회유하였지만 단양이씨는 이를 거절하고 모진 고문 끝에 옥사하였다. 이에 아들 양순을 내세워 홍범도를 회유하려했지만 홍범도는 아들에게 총을 겨눌 만큼 항일투쟁 의지 꺾지 않았다. 아들 홍양순은 이후 아버지와 함께 전투에 참가하였고 1908년 6월 16일 정평배기 전투에서 아들 홍양순이 전사하였다.
1908년 10월 동지 세 사람과 함께 압록강을 넘고 길림성을 거쳐 연해주 블라디보스토크의 신한촌으로 근거지를 옮겼다. 그는 연해주에서 두만강을 넘나들며 일본군을 공격했다. 일본의 끈질긴 추적 끝에 1909년 6월 무렵 다시 고국으로 돌아왔다. 그 소식을 듣고 다시 포수들이 모여들어 북청, 갑산, 혜산 일대에서 항일활동을 전개했다. 이 소식을 들은 유인석이 편지를 보내 격려하면서 역량을 키우라는 권고를 했다.
1910년 한일 병합 후 만주로 망명하여 장백현 일대에서 독립군 양성에 힘썼으며, 1919년 간도 국민회의 대한 독립군 사령관이 되어 국내로 들어와서 일본군을 습격하였다. 후에 독립군의 통합 운동을 벌여 대한독립군단을 조직, 김좌진과 함께 부총재가 되었다. 1920년 일본군이 봉오동을 공격해 오자 3일간의 봉오동 전투에서 120명을 사살하며 최대의 전과를 올렸고, 이어서 청산리 대첩에서 김좌진의 북로군정서군과 함께 일본군을 대파하였다.
간도 참변으로 자유시(自由市)를 새로운 근거지로 삼고 러시아군과 교섭하여 협조를 얻었다. 그러나 한인 공산주의자들 사이에 분란이 일어났을 때 이르쿠츠크파 공산주의자 편에 서서 상하이파 공산주의자와 간도 독립군을 무장해제시키는 자유시 참변에 가담했거나 적어도 알고도 묵인했다는 게 사실이다.
1922년에는 모스크바에서 열린 국제공산당(코민테른) 국제대회에 국제공산당이 지휘한 원동(遠東)의 식민지·반식민지 혁명가로 참석한다. 1927년 소련의 볼셰비키당에 입당하였으나, 1937년 스탈린에게 고려인이 일본인과 닮았다는 이유로 강제로 이주 당했다. 당시 소련은 극동아시아 지역에서 일본인 및 일본군 간첩을 차단한다는 차원에서 많은 고려인들을 황량한 중앙아시아로 강제이주시키기도 하였다.
키질로르다로 옮겨온 그는 거기서 집단 농장을 운영하기도 했고, 말년에는 고려극장의 관리인으로 일하며 여생을 보내다가 1943년에 향년 76세의 나이로 타계했다. 이후 키질로르다의 한 공동묘지에 안장되었다. 1993년에 북한은 홍범도가 평양 출신이라는 점을 내세우며 봉환 시도를 하였지만, 고려인 사회의 반대로 무산되었던 적이 있었다. 2021년 8월 15일에 대한민국으로 유해가 봉환되어 8월 18일 국립대전현충원에 다시 안장되었다.

## 사후
윤보선 대통령 시절인 1962년 3.1절에 건국공로훈장 중장(重章), 현 건국훈장 대통령장이 수여되었으며,  2021년 광복절에 국립대전현충원에 안장되었고 건국훈장 대한민국장이 추서되었다.

## 가족
- 증조부: 홍이팔(洪二八, 1770년~1821년)
  - 조부: 홍동철(洪東哲, 1807년~1890년)
    - 아버지: 홍윤식(洪允植[16], 1833년~1877년)
    - 어머니: 이름 미상(1835년~1868년)
      - 부인: 단양 이씨 이옥구 또는 이옥녀(丹陽 李氏, 1873년~1908년)
        - 장남: 홍양순(1892년~1908년)
        - 차남: 홍용환(洪龍煥, 1900년~1921년)

      - 부인: 이인복
        - 딸: 홍연식(?~1986년)
          - 외손녀:김알라(1942년~)
- 친척: 홍경래(1780년~1811년)

## 대중
- 영화 《봉오동 전투》(2019) - 배우: 최민식

## 같이 보기
- 고려인
- 독립군 (조선)
- 봉오동 전투
- 삼둔자 전투
- 자유시 참변
- 독립유공자로 대통령장을 수여받은 사람